# Мирзоян, Артур Арменович
Артур Арменович Мирзоян (род. 1 марта 1981, Москва, СССР) — художник-постановщик кино и анимационных фильмов, живописец, арт-куратор. Автор персонажей анимационного фильма «Снежная королева» (мультфильм, 2012), художник-постановщик фильмов «Вий» (фильм, 2014), "The Legend Hunters" ("Охотники за легендой", производство Китай) и сериала Чернобыль. Зона отчуждения (2 сезон). Член ТСХР.

## Карьера
Окончив в юношеском возрасте художественную школу, поступил на художественно-графический факультет Смоленского государственного университета. Отделение станковой живописи.

### Кинопроизводство
В кинематографе с начала 2000-х. Начинал карьеру в анимационных сериалах для РЕН ТВ и Первого канала — «Дятлоws» и «Мульт личности». Работал на киностудии «Союзмультфильм». Первой крупной работой в роли художника-постановщика стал фильм «Вий» (фильм, 2014). Съёмки начались в 2008-м году и полностью прошли в Чехии. Работа над образом главного мистического персонажа фильма, Вием, велась более 3х лет.
В 2015-м году А.Мирзоян приступил к работе над фильмом «Тайна печати дракона». Фильм является продолжением картины «Вий» (фильм, 2014). На этот раз, работая над фильмом, художник погрузился в культуру и быт Китая XVIII века, куда по сюжету приезжает герой Джейсона Флеминга — Джонатан Грин, картограф из первого фильма. Съёмки проходили в России, на киностудии "Мосфильм", в Чехии, на Barrandov Studios, большая часть съёмок была проведена в Китае, на студии China Film Group. В фильме снялись актёры Арнольд Шварценеггер, Джеки Чан, Рутгер Хауэр, Мартин Клебба, Чарльз Дэнс, Яо Синтун (Yao Xingtong, 姚星彤), Юрий Колокольников и др. После завершения работы над российско-китайским проектом, Артур Мирзоян, провёл в Китае ещё несколько лет, работая над китайскими и международными кино-проектами.
Принимал участие в создании новеллы «Туфельки» (реж. К. Фам), претендента от России на премию «Оскар» в номинации «Лучший короткометражный фильм» за 2013 год.
Работал с режиссёрами: Саймон Уэст, Александр Петров, Василий Пичул, Олег Трофим, Олег Степченко, Павел Костомаров, Константин Фам, Сонг Янг, Максим Свешников и др. В работе предпочтение отдаёт жанрам исторического, приключенческого и фэнтезийного кино.
Как режиссёр и художник снимал рекламные ролики для "Gillette", "Miller", "Связной", "J7" и др. Был награждён CGSociety в номинации "Art Direction Award" за анимационную короткометражную работу «Odysseus» (2009). В ней он выступил как режиссёр, художник, аниматор и монтажер.

### Живопись
С 2020-го Артур Мирзоян возвращается к традиционной живописи. Работает в жанрах реалистической живописи, портрета, символизма и модерна. Основными медиумами являются холст, масло, золочение. Нередко сюжетами работ становятся библейские и мифологические сюжеты. Автор переосмысляет их и передаёт в собственной авторской манере.
Мое художественное образование и мышление сложились в рамках традиционной академической манеры письма. Именно это сформировало мой стиль в кинематографе. Пройдя немалый путь в массмедиа, я хочу привнести в мир классической живописи опыт приобретенный мной в киноискусстве. Ожидание того, что в итоге может родиться нечто оригинальное, меня очень воодушевляет!
Первая выставка с участием картин Мирзояна прошла в новом корпусе Третьяковской галереи (2021г.). Затем работы художника выставлялись в Кремлёвском дворце, Храме Христа Спасителя, выставочном зале Московского Союза Художников, Доме Нащокина, Гостином Дворе, Всероссийском историко-этнографическом музее (Тверская обл.) и частных художественных галереях; хранятся в собраниях исторического музея «Дом Суслопаровых» (Торжок), а также в частных коллекциях в России, Испании, С.Ш.А, Армении, Шри-Ланке, Индонезии и др.
В 2021-м году, совместно с Дарьей Карачевой, организовал и стал куратором арт-проекта "Глазами Художника". В рамках арт-проекта «Глазами Художника» был проведен ряд мероприятий направленных на организацию международного культурного обмена. Среди них выставки: «Кисть Армении» (совместно с фондом "ВИВА" и Академией армянской культуры), «Две страны Верность Традициям» (совместно с посольством Индонезии в России) и пр.
В 2022 году вступил в Творческий союз художников России (ТСХР).

## Фильмография
- 2023 — «Приключения Чжэн Цяня» (Advancing of ZQ), реж. Song Yang, Китай
- 2023 — «Свободное падение», реж. Олег Уразайкин, Россия
- 2022 — «Горизонт», реж. Олег Трофим, Россия
- 2021 — «Пиноккио. Правдивая история», реж. Василий Ровенский, Россия
- 2021 — «Охотники за легендой» (Gui chui deng zhi tian xing shu), реж. Саймон Уэст, Ли Ифань, Китай
- 2019 — «Тайна печати дракона», реж. Олег Степченко, Россия-Китай
- 2018 — «Отрыв», реж. Тигран Саакян, Россия
- 2017 — «Чернобыль. Зона отчуждения», реж. Павел Костомаров, Россия-США
- 2014 — «Вий», реж. Олег Степченко, Россия-Чехия
- 2012 — «Снежная королева», реж. Максим Свешников, Владлен Барбэ, Россия